# Église Saint-Éloi de Fresnes
L'église Saint-Éloi est une église paroissiale catholique située rue Maurice-Ténine dans la commune de Fresnes dans le département du Val-de-Marne,.

## Description
Cette église est formée d'un bâtiment fait d'une nef à trois vaisseaux, terminée par un chevet plat. Elle est ornée de vitraux caractéristiques de la fin du XIXe siècle.

## Historique
Elle a été construite au XIIe siècle sur l'emplacement d'un ancien oratoire.
Elle aurait été en grande partie rebâtie au XVIe siècle. Elle a été restaurée au XIXe siècle et rénovée intérieurement en 1953.
L’église abrite la dalle funéraire de Philippe de Connaye, seigneur de Fresnes, ambassadeur du roi Henri IV, mort en 1610.